# Matti Repo
Matti Tauno Antero Repo född 7 mars 1959 i S:t Michel, är den sjunde biskopen i Tammerfors stift i Evangelisk-lutherska kyrkan i Finland. Repo blev vald till biskop i mars 2008 och tillträdde ämbetet i juni samma år. Till utbildningen är Repo teologie doktor.
Matti Repo blev prästvigd år 1985 och verkade som pastor i Tammerfors 1985-2002. Teologie licentiat blev han år 1992 och år 1997 disputerade han till doktor genom sin forskning om bland annat Johann Arndt.
Repo är gift och har fyra barn.

## Utmärkelser
- Kommendörstecknet av Finlands Vita Ros’ orden[1]
- Konstantin den stores orden[2]

[Redigera Wikidata]